# Chemins de Fer Ottomans d'Anatolie
O Chemins de Fer Ottomans d'Anatolie (CFOA) (em turco:  Osmanlı Anadolu Demiryolları, em português:  Estrada de Ferro da Anatólia) foi uma ferrovia otomana fundada em 4 de outubro de 1888. Sua sede foi em Istambul. 
A CFOA foi a mais cara ferrovia do Império Otomano e uma das duas ferrovias operando em Istambul, sendo a outra a Chemins de fer Orientaux. A Ferrovia Berlim-Bagdá (Istambul-Aleppo-Bagdá) conectava com a CFOA em Cônia, para permitir transporte ferroviário de Istambul para o Oriente Médio, embora a Ferrovia Berlim-Bagdá não estava completa até 1940. A CFOA servia grandes cidades, como Istambul, İzmit, Adapazarı, Bilejique, Esquixequir, Ancara, Cutáquia e Cônia. A ferrovia também operou o Porto de Haydarpaşa e o Porto de Derince.
A ferrovia foi uma subsidiária da Société du Chemin de fer Ottoman d'Anatolie, criada em 8 de outubro de 1888 pelo Deutsche Bank para operar a ferrovia.

## Estações

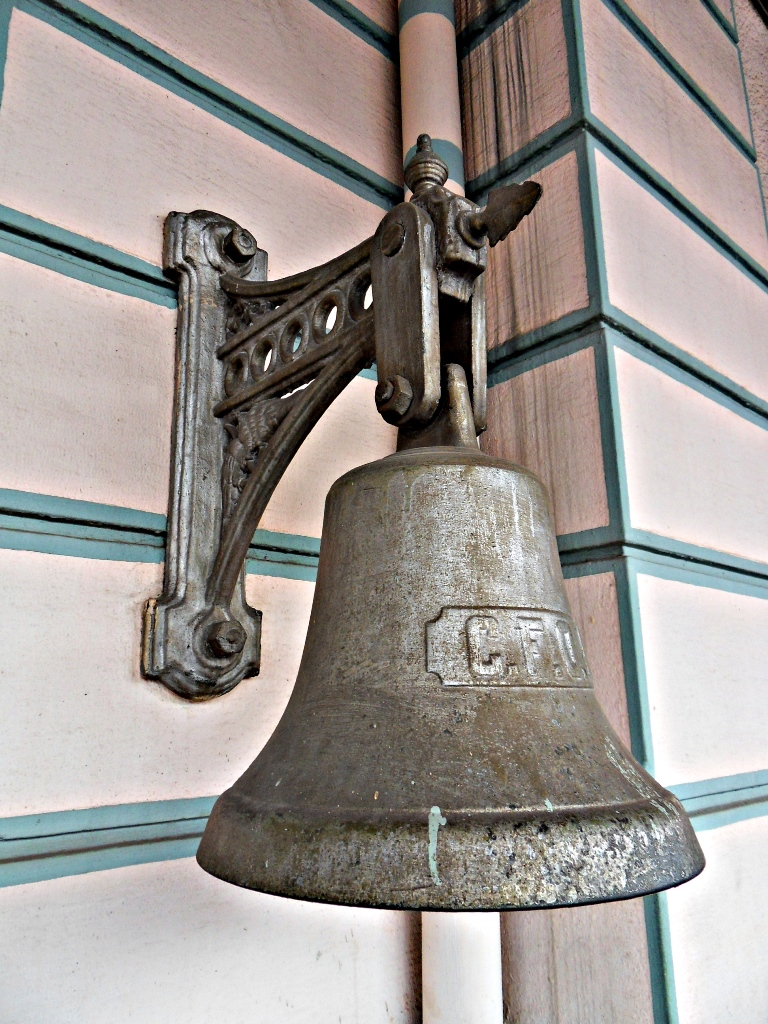
Sino da CFOA na estação férrea de Bostancı.

A CFOA construiu e operou diversas estações. As estações mais notáveis são:
- Estação de Haydarpaşa, Istambul
- İzmit Central Station, İzmit
- Adapazarı Railway Station, Adapazarı
- Bilecik Railway Station, Bilecik
- Eskişehir Central railway station, Esquixequir
- Ankara Central railway station, Ancara
- Kütahya Railway Station, Cutáquia
- Afyon Ali Çetinkaya railway station, Afioncaraquissar
- Konya Central Station, Cônia